# Ferrari F355
O Ferrari F355 é um carro desportivo construído pela Ferrari entre 1994 e 1999. É uma evolução do Ferrari 348, sendo substituído pelo Ferrari 360. Seguindo a linha de sucesso dos modelos de entrada da marca, o F355 é um cupê V8 de motor central e dois lugares. Uma das principais diferenças entre o V8 do 348 e do F355 foi o aumento do deslocamento de 3.4 a 3.5 litros, além do aumento no número de válvulas, passando para cinco ao total (três de admissão e duas de exaustão). E é este um dos motivos do nome "355", nos quais os dois primeiros dígitos se referem a capacidade cúbica, em litros, do motor. E o último dígito faz referência ao uso das cinco válvulas por cilindro.
Com 3496 cc, a Ferrari se viu obrigada a aumentar o diâmetro e curso para 85 x 75 mm, respectivamente. Como seus predecessores e descendentes, o F355 é um carro razoavelmente comum, com 11.273 unidades produzidas em 5 anos.
No lançamento, dois modelos estavam disponíveis: o coupé Berlinetta, e o targa GTS. A versão conversível "Spider" foi introduzida em 1995. Em 1997, o câmbio com borboletas atrás do volante como o da Fórmula 1 foi introduzido com a Ferrari 355 F1, que adicionam £6,000 (no mercado britânico) ao preço.
Caracterizada por ser o último Ferrari com o uso dos famosos faróis retráteis, o F355 possui um design harmonioso e que, mesmo depois de quase 10 anos do final de sua produção, é um carro que possui diversos admiradores, pois transmite uma certa jovialidade em seu desenho. Seu valor de depreciação no mercado ainda não é tão alto, uma vez que ainda é um modelo muito visado, sendo seu preço relativamente acessível, levando-se em consideração o excelente custo/benefício que o carro proporciona.

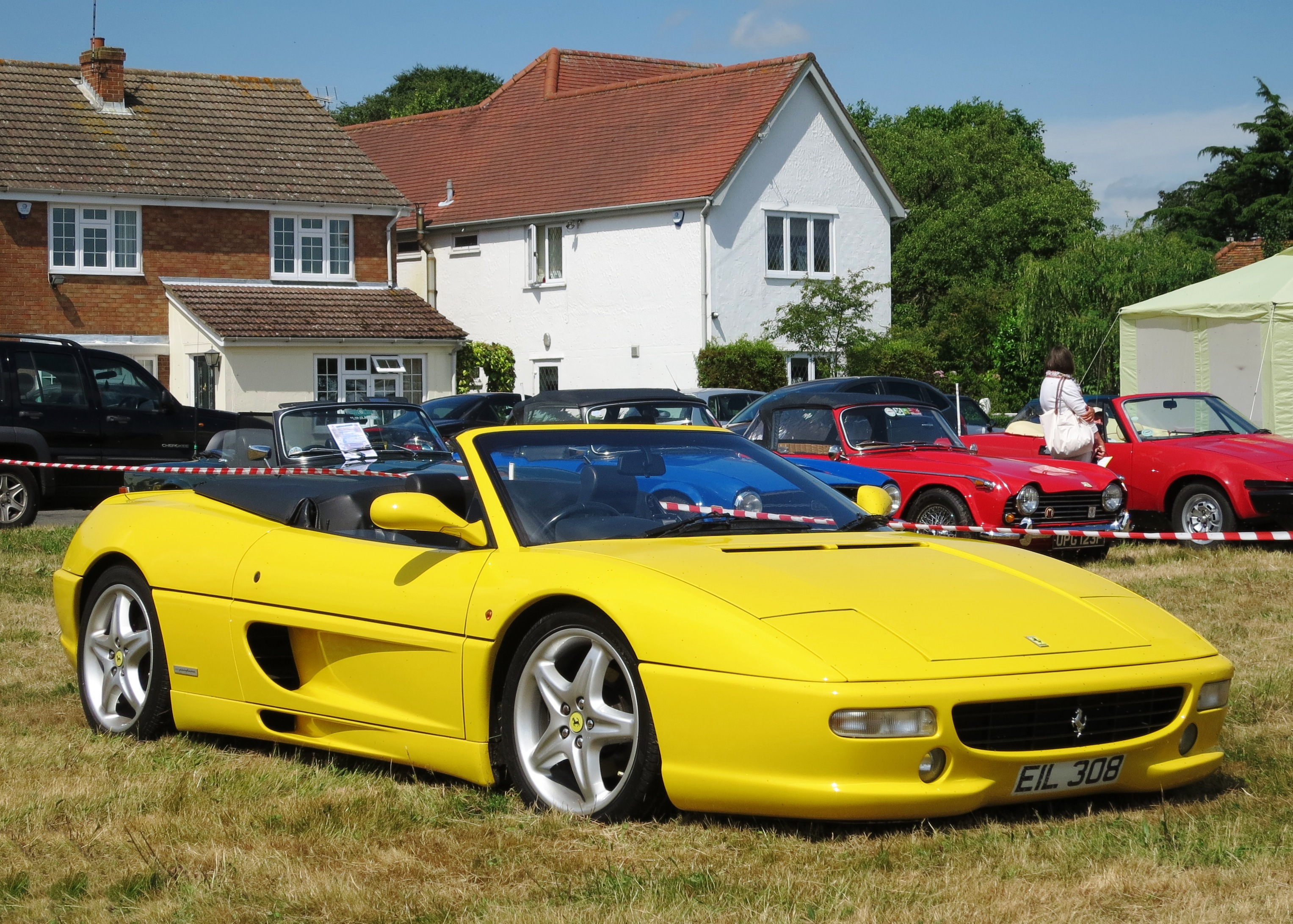
Ferrari F355 Spider (1996)

Durante seus seis anos de produção, o F355 sofreu algumas pequenas modificações. A principal foi a modificação da central eletrônica da injeção, inicialmente Bosch Motronic 2.7, seguida da atualização para a Bosch Motronic 5.2. Uma forma de distinguir as centrais: Nos modelos de 1995, há um sistema duplo de fluxo de ar, enquanto que nos modelos de 1998, o sistema é único, sendo os dutos de ar unidos ao centro do motor. Demais mudanças se deram no sistema de freios do carro.
Outra curiosidade sobre as modificações se dá no fato de nos carros lançados em 1994 o volante era o de três raios. Porém, a partir do ano seguinte, um modelo de 4 raios passou a ser adotado para daí em diante.
Vale salientar que os modelos equipados com câmbio F1 perderam o "F" na denominação do carro, passando a ser então chamados apenas de 355 F1. O motivo dessa mudança, segundo a Ferrari, era o fato de que o nome ficaria redundante, além de que soaria de forma estranha.

## Características gerais

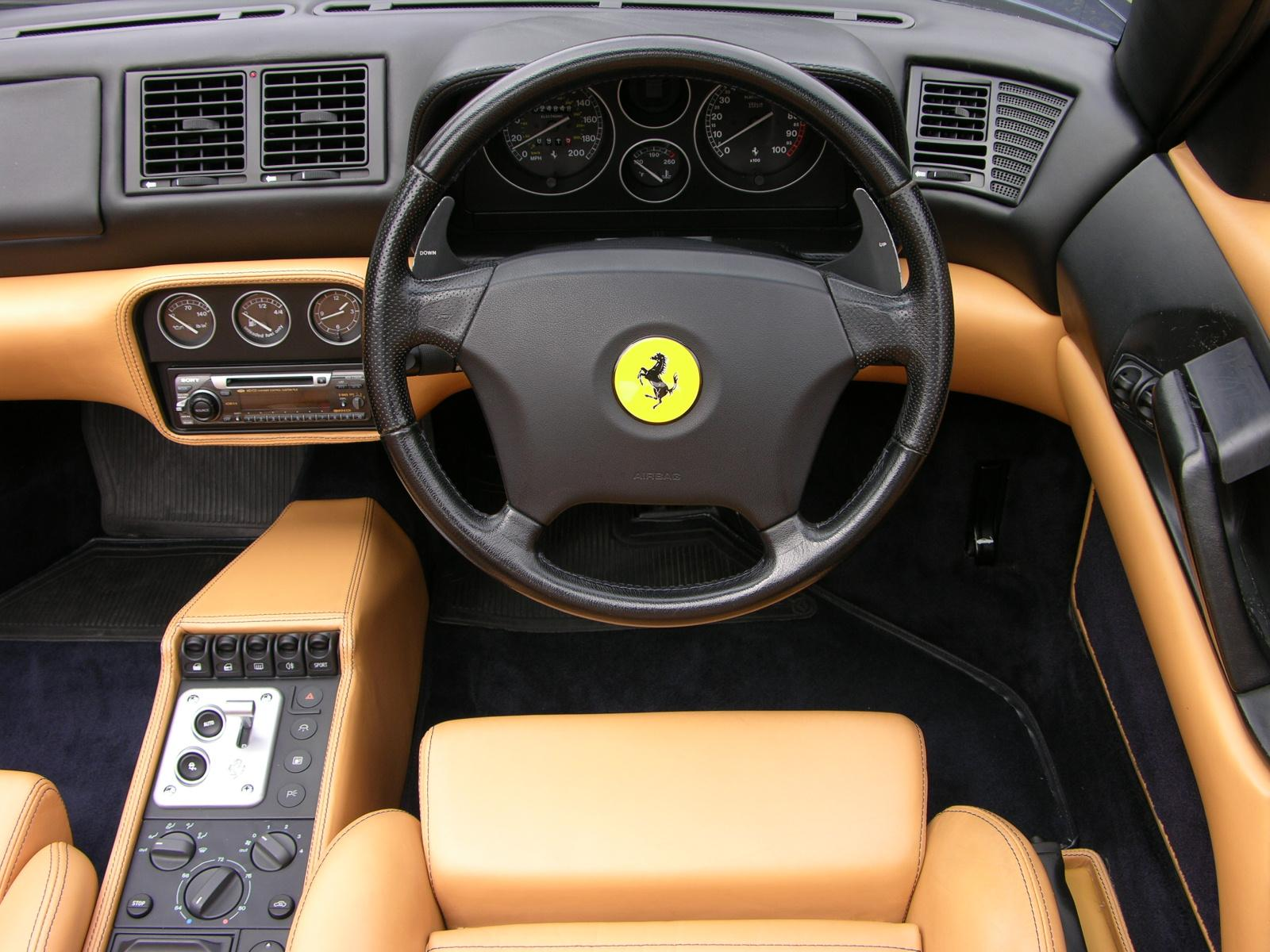
Interior.

- Motor: Traseiro-central, 3.5 litros, 8 cilindros em "V" a 90º, 40 válvulas DOHC, injeção integral Bosch Mono-Motronic M5.2
- Cilindrada: 3496 cm³
- Taxa de compressão: 11,0:1
- Diâmetro X Curso: 85,0 mm X 77,0 mm
- Potência: 380cv @ 8250 rpm
- Torque: 37,0 kgfm @ 6000 rpm
- Aceleração: (0 – 100 km/h) 4,6 segundos
- Velocidade máxima: 295 km/h
- Câmbio: Manual de 6 Velocidades
- Pneus: Dianteiros: 225/40 ZR 18 — Traseiros: 265/40 ZR 18
- Rodas: Dianteiras: 7.5J X 18" — Traseiras: 10J X 18"
- Comprimento: 4249 mm
- Largura: 1900 mm
- Altura: 1171 mm
- Entre-eixos: 2451 mm
- Peso:  1444 kg